# Finał Pucharu Polski w piłce nożnej 1997
Finał Pucharu Polski w piłce nożnej 1997 – mecz piłkarski kończący rozgrywki Pucharu Polski 1996/1997 oraz mający na celu wyłonienie triumfatora tych rozgrywek, który został rozegrany 29 czerwca 1997 roku na Stadionie ŁKS-u Łódź w Łodzi, pomiędzy Legią Warszawa a GKS-em Katowice. Trofeum po raz 12. wywalczyła Legia Warszawa, która uzyskała tym samym prawo gry w Pucharze Zdobywców Pucharów 1997/1998.

## Droga do finału
| Legia Warszawa | Legia Warszawa        | Legia Warszawa | Runda       | GKS Katowice | GKS Katowice         | GKS Katowice |
| Data           | Przeciwnik            | Wynik          | Runda       | Data         | Przeciwnik           | Wynik        |
| -------------- | --------------------- | -------------- | ----------- | ------------ | -------------------- | ------------ |
| 28.09.1996     | Jeziorak Iława        | 3:1 pd.        | IV runda    | 28.09.1996   | Raków II Częstochowa | 4:0 pd.      |
| 13.11.1996     | Górnik Zabrze         | 1:0            | 1/8 finału  | 13.11.1996   | Zagłębie Lubin       | 3:0          |
| 16.04.1997     | Pogoń Szczecin        | 4:1            | Ćwierćfinał | 16.04.1997   | Hetman Zamość        | 4:0          |
| 14.05.1997     | Odra Wodzisław Śląski | 3:0            | Półfinał    | 14.05.1997   | Widzew Łódź          | 2:0          |

## Tło
W finale rozgrywek zmierzyli się ze sobą faworyci: Legia Warszawa, która rozgrywki ligowe w sezonie 1996/1997 zakończyła na 2. miejscu oraz GKS Katowice, który zakończył rozgrywki ligowe na 4. miejscu. Oba kluby po raz czwarty w latach 90. oraz w historii zagrały ze sobą w finale rozgrywek (triumf Legii Warszawa w finale 1990 oraz 1994, triumf GKS Katowice w finale 1991). Oba kluby grały także ze sobą cztery dni wcześniej, 25 czerwca 1997 roku, w ostatniej, 34. kolejce I ligi 1996/1997, na Stadionie GKS Katowice. Mecz ten zakończył się wygraną 3:1 dla drużyny Wojskowych.

## Mecz

### Przebieg meczu
Mecz finałowy odbył się 29 czerwca 1997 roku o godzinie 17:00 na Stadionie ŁKS-u Łódź w Łodzi. Sędzią głównym spotkania był Zbigniew Przesmycki. Mecz zakończył się wygraną drużyny Wojskowych 2:0, po golach Sylwestra Czereszewskiego w 41. minucie oraz Tomasza Sokołowskiego w 86. minucie.

### Szczegóły meczu
| 29 czerwca 1997 17:00 | Legia Warszawa · Czereszewski 41' · Sokołowski 86' | 2:01:0Raport | GKS Katowice | Stadion ŁKS-u Łódź, Łódź Widzów: 4 000 Sędzia: Zbigniew Przesmycki (Poznań) |
|                       |                                                    |              |              |                                                                             |

| Legia Warszawa:    |  |                        |              |     |
|                    |  |                        |              |     |
| BR                 |  | Grzegorz Szamotulski   |              |     |
| OB                 |  | Marcin Jałocha         |              |     |
| OB                 |  | Jacek Zieliński        |              |     |
| OB                 |  | Igor Kozioł            |              |     |
| OB                 |  | Paweł Skrzypek         |              |     |
| PO                 |  | Sylwester Czereszewski |              |     |
| PO                 |  | Tomasz Sokołowski      | Żółta kartka |     |
| PO                 |  | Dariusz Czykier        |              |     |
| PO                 |  | Jacek Bednarz          |              | 61' |
| NA                 |  | Ryszard Staniek        |              |     |
| NA                 |  | Cezary Kucharski       |              |     |
| Zmiany:            |  |                        |              |     |
| PO                 |  | Jacek Kacprzak         |              | 61' |
| Trener:            |  |                        |              |     |
| Mirosław Jabłoński |  |                        |              |     |

| GKS Katowice:    |  |                        |              |     |
|                  |  |                        |              |     |
| BR               |  | Mariusz Luncik         |              |     |
| OB               |  | Artur Adamus           | Żółta kartka |     |
| OB               |  | Mirosław Widuch        | Żółta kartka |     |
| OB               |  | Paweł Pęczak           | Żółta kartka |     |
| OB               |  | Tomasz Owczarek        |              | 55' |
| PO               |  | Adam Ledwoń            |              |     |
| PO               |  | Sławomir Wojciechowski |              |     |
| PO               |  | Bartosz Karwan         |              |     |
| PO               |  | Adam Bała              |              |     |
| NA               |  | Mariusz Muszalik       |              | 65' |
| NA               |  | Jan Furtok             |              | 83' |
| Zmiany:          |  |                        |              |     |
| PO               |  | Adam Kucz              |              | 55' |
| NA               |  | Bogdan Pikuta          |              | 65' |
| OB               |  | Marcin Polarz          |              | 83' |
| Trener:          |  |                        |              |     |
| Piotr Piekarczyk |  |                        |              |     |

| Puchar Polski w piłce nożnej 1996/1997 Zwycięzcy |
| ------------------------------------------------ |
| Legia Warszawa 12. Tytuł                         |

## Po meczu
Triumfatorem rozgrywek została Legia Warszawa, a główne trofeum wręczył sam prezydent Polski, Aleksander Kwaśniewski.